# Dahwling Leudo
Dahwling Leudo Cossio (Quibdó, Chocó, Colombia, 24 de julio de 1989) es un futbolista colombiano. Juega como mediocentro y actualmente es jugador libre.

## Trayectoria

### Inicios
Comenzó su carrera en las divisiones menores de La Equidad en 2007, fue de a poco ganándose un lugar en el equipo titular del técnico Alexis Garcia con el cual quedad campeón de la Copa Colombia 2008.
En 2012 el equipo Deportivo Pasto fue sancionado por los insultos racistas de los aficionados a Carmelo Valencia y a Dahwling Leudo. Una curiosidad durante su paso por la Equidad fue que el técnico Alexis García ubicó a Leudo en todas las posiciones del campo: Defensor central y lateral, mediocampista, delantero e incluso de portero en las ocasiones que este era expulsado llegando incluso a atajar un penal.

### Millonarios
En enero de 2013, se confirma su traspaso a Millonarios con el cual juega por primera vez la Copa Libertadores teniendo buenas presentaciones llamando la atención de varios clubes por su talento y también por su edad, a pesar de ello, continuó en Millonarios.
Ha jugado desde 2011-2013 partidos internacionales por la Copa Sudamericana y la Copa Libertadores.

### FBC Melgar
En 2016 se convierte en el nuevo jugador del Campeón del Fútbol Peruano FBC Melgar de Arequipa donde jugará la Copa Libertadores. El 27 de mayo marca su primer gol en el equipo dándole el empate aún gol como visitantes en casa de Juan Aurich, dos días después marca su primer doblete en la goleada 5 a 2 sobre Club Universitario de Deportes como locales.

### Deportivo Binacional
Tras una discreta participación en el F. B. C. Melgar, es presentado como refuerzo por el Deportivo Binacional a mediados del 2019 para afrontar el Torneo Clausura.

## Selección nacional
Hizo parte de la Selección de fútbol de Colombia que jugó en el Campeonato Sudamericano Sub-20 de 2009.

## Clubes
| Club                 | País     | Año               |
| -------------------- | -------- | ----------------- |
| La Equidad           | Colombia | 2007 - 2012       |
| Millonarios          | Colombia | 2013 - 2014       |
| La Equidad           | Colombia | 2015              |
| FBC Melgar           | Perú     | 2016 - 2017       |
| Deportivo Pasto      | Colombia | 2018              |
| FBC Melgar           | Perú     | 2019              |
| Deportivo Binacional | Perú     | 2019 - 2020       |
| Atlético Grau        | Perú     | 2021 - Actualidad |

## Estadísticas
| Club                        | Temporada           | Liga  | Liga  | Copa Nacional | Copa Nacional | Copa Internacional | Copa Internacional | Total | Total |
| Club                        | Temporada           | Part. | Goles | Part.         | Goles         | Part.              | Goles              | Part. | Goles |
| --------------------------- | ------------------- | ----- | ----- | ------------- | ------------- | ------------------ | ------------------ | ----- | ----- |
| La Equidad · Colombia       | 2007                | 13    | 0     | 3             | 0             | -                  | -                  | 16    | 0     |
| La Equidad · Colombia       | 2008                | 21    | 0     | 4             | 0             | 0                  | 0                  | 25    | 0     |
| La Equidad · Colombia       | 2009                | 16    | 0     | 0             | 0             | -                  | -                  | 16    | 0     |
| La Equidad · Colombia       | 2010                | 43    | 4     | 0             | 0             | -                  | -                  | 43    | 4     |
| La Equidad · Colombia       | 2011                | 37    | 6     | 1             | 0             | 4                  | 0                  | 42    | 6     |
| La Equidad · Colombia       | 2012                | 34    | 8     | 2             | 2             | 2                  | 0                  | 38    | 10    |
| La Equidad · Colombia       | 2015                | 32    | 1     | 5             | 0             | -                  | -                  | 37    | 1     |
| La Equidad · Colombia       | Total               | 196   | 19    | 15            | 2             | 6                  | 0                  | 217   | 21    |
| Millonarios · Colombia      | 2013                | 30    | 2     | 16            | 1             | 4                  | 0                  | 50    | 3     |
| Millonarios · Colombia      | 2014                | 23    | 0     | 7             | 0             | 0                  | 0                  | 30    | 0     |
| Millonarios · Colombia      | Total               | 53    | 2     | 23            | 1             | 4                  | 0                  | 80    | 3     |
| FBC Melgar · Perú           | 2016                | 35    | 3     | 0             | 0             | 5                  | 0                  | 40    | 3     |
| FBC Melgar · Perú           | 2017                | 36    | 2     | 0             | 0             | 6                  | 0                  | 42    | 2     |
| FBC Melgar · Perú           | 2019                | 12    | 1     | 0             | 0             | 8                  | 0                  | 20    | 1     |
| FBC Melgar · Perú           | Total               | 83    | 6     | 0             | 0             | 19                 | 0                  | 102   | 6     |
| Deportivo Pasto · Colombia  | 2018                | 13    | 0     | 1             | 0             | -                  | -                  | 14    | 0     |
| Deportivo Pasto · Colombia  | Total               | 13    | 0     | 1             | 0             | 0                  | 0                  | 14    | 0     |
| Deportivo Binacional · Perú | 2019                | 13    | 0     | 0             | 0             | 0                  | 0                  | 13    | 0     |
| Deportivo Binacional · Perú | 2020                | 16    | 3     | 1             | 0             | 4                  | 0                  | 20    | 3     |
| Deportivo Binacional · Perú | Total               | 28    | 2     | 1             | 0             | 4                  | 0                  | 32    | 2     |
| Total en su carrera         | Total en su carrera | 373   | 29    | 40            | 3             | 33                 | 0                  | 445   | 32    |

## Palmarés

### Títulos nacionales
| Título           | Club                 | País     | Año  |
| ---------------- | -------------------- | -------- | ---- |
| Copa Colombia    | La Equidad           | Colombia | 2008 |
| Torneo de Verano | FBC Melgar           | Perú     | 2017 |
| Liga 1           | Deportivo Binacional | Perú     | 2019 |
| Liga 2           | Atlético Grau        | Perú     | 2021 |

### Distinciones individuales
| Distinción                                                                     | Año  |
| ------------------------------------------------------------------------------ | ---- |
| Incluido en el equipo ideal del Torneo Apertura de Perú según DeChalaca.com    | 2017 |
| Incluido en el equipo ideal del Campeonato Descentralizado según DeChalaca.com | 2017 |